# Байи, Анатоль
Анатоль Байи́ (фр. Anatole Bailly; 16 декабря 1833, Орлеан — 12 декабря 1911, там же) — французский эллинист, автор основного древнегреческо-французского словаря (по-французски просто «Байи», «le Bailly»).

## Биография
Родился в семье буржуа (у отца была компания дилижансов «Орлеанка», L’Orléanaise, у матери магазинчик фруктов и галантереи). Учился в Орлеане, потом в Париже в Высшей нормальной школе. Начал преподавать в лицее в Лионе, потом в Лицее Людовика Великого в Париже, с 1861 года в Лицее Потье (фр.) в Орлеане, где и работал до выхода на пенсию в 1889 году.
Издал большое количество учебной литературы, активно использовавшейся во французских лицеях конца XIX века. Занимался биографическими исследованиями (о малоизвестных уроженцах Орлеана). Состоял в орлеанских ученых обществах (в Орлеанском обществе сельского хозяйства, наук и изящных искусств (фр.), в Орлеанском археологическом и историческом). Был членом Академического совета в Париже, «Ассоциации поощрения изучения греческого во Франции» (начиная с её основания в 1867 году). В 1889 году избран корреспондентом Академии надписей и изящной словесности. Кавалер Ордена Почётного легиона и серебряного креста греческого Ордена Спасителя.
В 1885 году опубликовал в соавторстве с Мишелем Бреалем «Латинский этимологический словарь» (Dictionnaire étymologique latin). Затем закончил свой «Греческо-французский словарь» (фр.), с участием Эмиля Эггера; словарь впервые вышел в 1895 году (сокращённая версия впервые в 1901-м). Начал, но не завершил работу над его редакцией и переизданием. Умер в том же доме, в котором родился и прожил большую часть жизни.

## Память
- Имя Байи носил коллеж в Орлеане, закрытый в 2008 г. (collège Anatole-Bailly)[2].

## Основные труды
- Историческое введение к «Грамматике Пор-Рояля», 1846; перепачатано: Genève: Slatkine, 1968.
- Manuel pour l'étude des racines grecques et latines (в соавторстве с Эмилем Эггером). Paris: Durand et Pedone Lauriel, 1869.
- Étymologie et histoire des mots «Orléans» et «Orléanais». Orléans: Herluison, 1871.
- Grammaire grecque élémentaire, rédigée d’après les plus récents travaux de philologie grecque et suivant les principes de la méthode comparative. Paris: Durand et Pedone Lauriel, 1873.
- Les mots latins: groupes d’après le sens et l’etymologie (в соавторстве с Мишелем Бреалем). Paris: Hachette, 1882.
- Les mots grecs: groupes d’après la forme et le sens (в соавторстве с Мишелем Бреалем). 1882.
- Dictionnaire étymologique latin (в соавторстве с Мишелем Бреалем). Paris: Hachette, 1885.
- Dictionnaire grec-francais à l’usage des élèves des lycées et des collèges (при участии Эмиля Эггера). Paris: Hachette, 1895.